# اچ‌ام‌اس پارتین (ان۷۵)
اچ‌ام‌اس پارتین (ان۷۵) (به انگلیسی: HMS Parthian (N75)) یک زیردریایی است که طول آن ۲۶۰ فوت (۷۹ متر) می‌باشد. این زیردریایی در سال ۱۹۲۹ ساخته شد.